# Nesoptilura malgassica
Nesoptilura malgassica är en fjärilsart som beskrevs av Sergius G. Kiriakoff 1961. Nesoptilura malgassica ingår i släktet Nesoptilura och familjen tandspinnare. Inga underarter finns listade i Catalogue of Life.